# Operación Teardrop
La Operación Teardrop fue una operación llevada a cabo por la Armada de los Estados Unidos durante la Segunda Guerra Mundial, entre abril y mayo de 1945, para hundir los submarinos alemanes que se estaban aproximando a la Costa Este de los Estados Unidos, creyendo que estaban armados con bombas V-1. Dos grandes fuerzas antisubmarinos de la armada estadounidense destruyeron con éxito cinco de los submarinos, perdiendo solo un destructor de escolta en el proceso. Después de la guerra, los Aliados determinaron que los submarinos no portaban misiles.
La Operación Teardrop se planeó a finales de 1944 en respuesta a los informes de inteligencia, en los cuales se indicaba que Alemania estaba preparando una fuerza de submarinos armados con misiles. El plan fue ejecutado en abril de 1945 después de que varios submarinos Tipo IX se hicieran a la mar desde Noruega con dirección a los Estados Unidos. Si bien las condiciones climáticas adversas en el Océano Atlántico Norte redujeron en gran medida la eficacia de los cuatro portaaviones de escolta de la Armada de los Estados Unidos involucradas, las largas filas de patrulla de destructores de escolta lograron detectar y comprometer la mayor parte de los submarinos alemanes. Aviones de la Real Fuerza Aérea Canadiense apoyaron estos esfuerzos. Cuatro de los submarinos hundidos lo hicieron con toda su tripulación. La mayor parte de la tripulación del otro submarino hundido fue capturada y los especialistas que se encontraban entre los prisioneros fueron brutalmente interrogados. Sin embargo, el Frederick C. Davis resultó hundido con la pérdida de la mayoría de su tripulación. Los submarinos alemanes restantes se rindieron a la Armada de los Estados Unidos a principios de mayo como parte de la rendición general de Alemania.

## Antecedentes
A finales de 1944, los Aliados recibieron informes de la inteligencia que sugerían que la Armada Alemana estaba planeando usar bombas V-1 lanzadas desde submarinos para atacar ciudades en la costa este de los Estados Unidos. En septiembre de ese año, Oscar Mantel, un espía capturado por la Armada de los Estados Unidos cuando el submarino que lo transportaba a Maine fue hundido, dijo a los interrogadores del FBI que se estaban preparando varios U-Boots equipados con misiles. Analistas de la Décima Flota de los Estados Unidos examinaron posteriormente fotos de soportes inusuales en los U-Boots de las bases de Noruega, pero llegaron a la conclusión de que eran pistas de madera usadas para cargar torpedos. A finales de ese mismo año surgieron nuevos rumores sobre submarinos armados con misiles, entre ellos uno de Suecia transmitido por el Cuartel General Supremo de la Fuerza Expedicionaria Aliada. El Almirantazgo británico no tuvo en cuenta esos informes y consideró que aunque era posible montar bombas V-1 en submarinos Tipo IX, era poco probable que los alemanes dedicaran sus escasos recursos a ese proyecto.

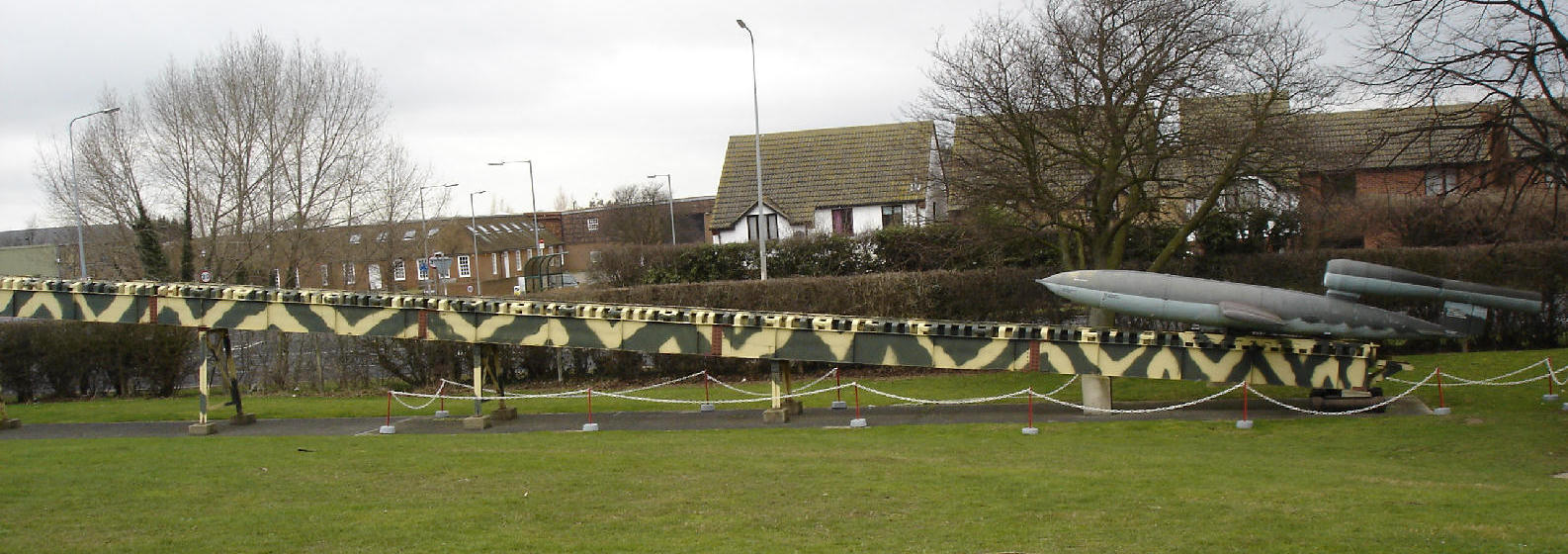
Una bomba V-1 en una rampa de lanzamiento en el Museo Imperial de Guerra de Duxford.

A pesar de las evaluaciones de la Décima Flota y el Almirantazgo, los militares y el gobierno de los Estados Unidos seguían preocupados de que Alemania llevara a cabo ataques de represalia contra ciudades de la Costa Este. A principios de noviembre de 1944, la Eastern Sea Frontier desarrolló una operación intensiva de búsqueda de submarinos en un radio de 400 km (250 mi) alrededor de la ciudad de Nueva York. A principios de diciembre de 1944, los espías William Colepaugh y Eric Gimpel, quienes habían sido capturados en Nueva York después de desembarcar del submarino alemán U-1230 en Maine, dijeron a sus interrogadores que Alemania estaba preparando un grupo de submarinos equipados con cohetes. El 10 de diciembre, el alcalde de Nueva York, Fiorello La Guardia, advirtió públicamente que Alemania estaba considerando atacar Nueva York con cohetes de largo alcance. Las advertencias hechas por La Guardia y las afirmaciones hechas por los espías capturados recibieron una cobertura mediática considerable. A pesar de esto, el Departamento de Guerra, el cual estaba dominado por el Ejército, informó al presidente Franklin D. Roosevelt el 11 de diciembre que la amenaza de un ataque con misiles era tan baja que no justificaba el desvío de recursos de otras tareas. Esta evaluación no fue apoyada por la Armada de los Estados Unidos.
En respuesta a la amenaza percibida, la United States Fleet Forces Command preparó un plan para defender la Costa Este de ataques aéreos y misiles. Este plan originalmente fue llamado 'Operación Bumblebee' y después renombrado 'Operación Teardrop'. Completado el 6 de enero de 1945, el plan incluía a las fuerzas antisubmarinos de la Armada y también unidades de las Fuerzas Aéreas del Ejército de los Estados Unidos (USAAF) y del Ejército, que fueron responsables de derribar aviones de ataque y misiles. La pieza central del plan fue la formación de dos grandes fuerzas operacionales navales para operar en el Atlántico Medio como barrera contra los submarinos que se acercaran a la Costa Este. Estas fuerzas operacionales se formaron a partir de varios grupos de portaaviones de escolta y usados en Argentia, Isla de Terranova como su base de operaciones avanzada. Así como protección contra ataques con misiles, estas grandes fuerzas se encargarían de luchar contra los nuevos submarinos alemanes Tipo XXI de alto rendimiento si estos empezaban a operar en el Atlántico Central. El vicealmirante de la Fleet Forces Command, Jonas H. Ingram, dio una conferencia de prensa el 8 de enero en la cual advirtió que había una amenaza de ataque con misiles y anunció que se había reunido una gran fuerza para hacer frente a los lanzadores de misiles por vía marítima.
En enero de 1945, el ministro de Armamento y Guerra alemán, Albert Speer, difundió propaganda en la cual afirmaba que las bombas V-1 y V-2 "caerían en Nueva York el 1 de febrero de 1945", aumentando la preocupación del Gobierno de Estados Unidos sobre la amenaza de un ataque. Sin embargo, los alemanes no tenían capacidad para lanzar misiles desde sus submarinos; sus dos intentos de desarrollar cohetes lanzados desde submarinos terminaron fracasando. En enero de 1942, el submarino alemán U-511 hizo una demostración de cohetes de artillería pequeños y de corto alcance lanzados mientras el submarino estaba sumergido. El desarrollo de este tipo de sistema se dio por terminado a principios de 1943, ya que se comprobó que disminuía la navegabilidad de los U-Boots. El Ejército alemán también empezó el desarrollo de un bote para el lanzamiento del misil balístico V-2 en noviembre de 1944, que sería remolcado por un U-Boot. Una vez completo, ese bote sería remolcado a una posición frente a la Costa Este de Estados Unidos y sería usado para atacar Nueva York. Los Muelles Vulkan, en Szczecin, fueron contratados para construir un prototipo en marzo o abril de 1945 pero realizaron poco trabajo antes del colapso final de Alemania. Es poco probable que el sistema hubiera tenido éxito si hubiera sido completado.

## Batalla

### Despliegue inicial

anclado en el río Hudson de la ciudad de Nueva York en octubre de 1945.

En marzo de 1945, nueve U-boots Tipo IX fueron enviados desde Noruega para patrullar cerca de Canadá y Estados Unidos. El 12 de abril, los submarinos U-518, U-546, U-805, U-858, U-880, U-881 y U-1235 fueron designados Gruppe Seewolf y se les ordenó atacar la flota desde Nueva York hacia el sur. Los dos U-boots restantes, U-530 y U-548, fueron directamente a aguas canadienses. El propósito de este despliegue fue "molestar y desafiar a los Estados Unidos".
Los Aliados estaban al tanto de la salida y el destino de esas fuerzas a través de información recogida de mensajes descifrados Enigma. El vicealmirante Ingram y la Décima Flota llegaron a la conclusión de que los buques en el Gruppe Seewolf llevaban bombas V-1 y lanzaron la Operación Teardrop en respuesta. Los barcos de la First Barrier Force, que comprendían los portaaviones de escolta USS Mission Bay y el USS Croatan y 20 destructores de escolta, salieron de Hampton Roads entre el 25 y 27 de marzo, repostaron en Argentia y se reunieron en Cabo Race el 11 de abril. Doce de los destructores de escolta se desplegaron en una línea de 190 km (120 mi) mientras los dos portaaviones, cada uno protegido por 4 destructores de escolta, navegaron al oeste de la línea. Las operaciones de los portaaviones fueron obstaculizadas en gran medida por el fuerte oleaje. El mal tiempo también obligó a la cancelación de los servicios conmemorativos planeados para el presidente Roosevelt después de su muerte el 12 de abril.
Mientras navegaban al oeste, el mando de los U-boot ordenó al Gruppe Seewolf atacar la flota. Los barcos no encontraron objetivos, sin embargo, los Aliados habían dirigido sus convoyes al sur para evitar los submarinos y las condiciones climáticas adversas. Los submarinos alemanes comenzaron a alcanzar sus posiciones iniciales al este del Gran Banco de Terranova el 8 de abril. El mando asignó al Gruppe Seewolf 12 rutas de exploración diferentes entre el 2 y el 19 de abril. Las señales de radio que dirigían estos despliegues fueron descifradas por los Aliados, proporcionándoles información precisa sobre dónde estaban operando los barcos.

### Acciones de la First Barrier Force
Justo antes de la medianoche del 15 de abril, el USS Stanton hizo contacto por radar con el U-1235 a una distancia de unos 800 km (500 mi) al norte de la Isla de Flores. Procedió a atacar inmediatamente con su mortero antisubmarino Erizo, pero falló debido a que el submarino se sumergió. Asistido por el USS Frost, el Stanton rápidamente obtuvo contacto por sonar con el submarino y realizó tres ataques adicionales con Erizo. El tercer ataque, que fue realizado a las 00:33 del 16 de abril, hundió el submarino con toda su tripulación a bordo. Poco después, Frost detectó mediante radar al U-880 cuando este intentaba abandonar la zona sin estar sumergido. Tras avistar al submarino con obuses iluminadores y focos, el destructor de escolta abrió fuego sobre él con cañones Bofors 40 mm a una distancia de 590 m (650 yd) a las 02:09. El U-880 se sumergió rápidamente, pero siguió siendo detectado por los operadores de sonar del Stanton y del Frost. Ambos barcos americanos efectuaron varios ataques con Erizo sobre el submarino, siendo el Stanton el que finalmente lo hundió a las 04:04 sin supervivientes. Ambos submarinos sufrieron explosiones tras recibir los impactos de los proyectiles Erizo, hecho que incrementó el miedo a que pudieran estar transportando misiles y produjo que la First Barrier Force intensificara sus esfuerzos en destruir los U-boote restantes.
La First Barrier Force maniobró en dirección suroeste siguiendo la destrucción del U-1235 y U-880. Varios B-24 Liberator del escuadrón VP-26, equipados con Leigh Light, descubrieron al U-805, que permanecía en la superficie, en la noche entre el 18 y 19 de abril. El submarino se encontraba a solo 80 km (50 mi) del Mission Bay y su escolta, pero no fue atacado debido a que la aviación no pudo confirmar si era un blanco hostil antes de que se sumergiera. En la noche del 20 de abril, el U-546 intentó torpedear a un destructor de escolta estadounidense, pero falló. La noche siguiente, el U-805 fue detectado por el USS Mosley, pero escapó tras ser atacado con cargas de profundidad del Mosley, del Lowe y del J.R.Y. Blakely durante dos horas.
La First Barrier Force logró su victoria final en la noche entre el 21 y 22 de abril. Justo antes de medianoche, el USS Carter detectó mediante sonar el U-518. Tras unirse el USS Neal A. Scott, realizaron un ataque inicial al submarino con Erizo. Tras este primer intento, Carter hizo su propio ataque con Erizo en el que hundió finalmente al U-518 sin supervivientes. En ese momento, la First Barrier Force estaba regresando a Argentia, tras ser relevada por la Second Barrier Force.
Pese a que la Operación Teardrop tuvo lugar en la parte del Atlántico Norte de la cual era responsable Canadá, Ingram no pidió apoyo a la Marina Real Canadiense (MRC) en ningún momento del conflicto. Además, Ingram no facilitó ningún informe de situación al ejército canadiense hasta después del hundimiento del U-518. Sin embargo, la aviación de la Real Fuerza Aérea Canadiense (RFAC) realizó patrullas ofensivas para apoyar el esfuerzo de los norteamericanos, y tanto la RFAC como la MRC intensificaron sus patrullas sobre las aguas costeras alrededor de Halifax, Nueva Escocia.

### Acciones de la Second Barrier Force
La Second Barrier Force estaba compuesta por los portaaviones de escolta USS Bogue y Core y 22 destructores de escolta. Bogue zarpó de Quonset, Rhode Island el 16 de abril junto a 10 destructores de escolta, mientras que Core y los otros 12 destructores de escolta salieron de las Bermudas y otros lugares. El grupo se detuvo en un primer momento a lo largo del meridiano 45 oeste formando una patrulla en línea de 169 km (105 mi) de longitud y navegaron hacia el este. Esta línea fue formada por 14 destructores de escolta navegando en intervalos de 8 km (5 mi), con Core y sus cuatro escoltas como extremo norte y Bogue y sus cuatro escoltas en el extremo sur.
En la noche entre el 22 y 23 de abril, el mando de los U-boot disolvió el Gruppe Seewolf y dirigió las tres naves que quedaban a tomar bases entre Nueva York y Halifax. Poco después, los submarinos U-881, U-889 y U-1229, que habían estado trabajando de forma separada, recibieron la orden de posicionarse entre Nueva York y el Cabo Hatteras. Las señales de radio que contenían estas directrices fueron descifradas por los Aliados y esto incrementó el miedo de que los submarinos intentaran atacar ciudades norteamericanas.
La Second Barrier Force encontró el primer U-boot el 23 de abril cuando un TBF Avenger del escuadrón VC-19 avistó el U-881 a unos 119 km (74 mi) al noroeste del Bogue poco después del mediodía. El avión soltó cargas de profundidad, pero no produjo graves daños al submarino. Este fue el primer ataque realizado desde un avión durante la Operación Teardrop. El día siguiente, el U-546 avistó al Core y maniobró para atacar al portaaviones de escolta. Intentó pasar a través de la línea defensiva pero fue detectado por el USS Frederick C. Davis a las 08:30, el cual preparó inmediatamente el ataque al submarino. Tras darse cuenta de que su nave había sido detectada, el comandante del U-546, Kapitänleutnant Paul Just, disparó un torpedo acústico G7es al destructor de escolta desde una distancia de 590 m (650 yd). El señuelo Foxer del Frederick C. Davis no fue efectivo y el torpedo lo atravesó hasta la sala de máquinas a las 08:35. Se hundió cinco minutos más tarde, salvándose solo 66 de los 192 miembros de su tripulación. Posteriormente, 8 destructores de escolta norteamericanos intentaron dar caza al U-546 durante casi 10 horas antes de que el USS Flaherty lo dañara gravemente con un ataque con Erizo. El submarino subió a la superficie inmediatamente, pero se hundió después de que el Flaherty y tres o cuatro destructores de escolta más lo cañoneasen. El Kapitänleutnant Just y otros 32 miembros de la tripulación sobrevivieron al hundimiento y fueron tomados como prisioneros.

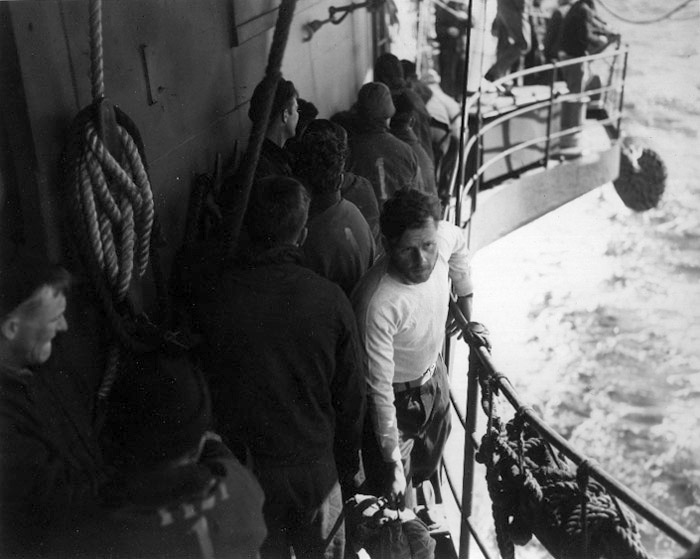
Kapitänleutnant Just llega a bordo del USS Bogue tras ser capturado.

Algunos de los supervivientes del U-546 fueron tratados con dureza en un intento de forzarlos a revelar si los submarinos con destino a la Costa Este de los Estados Unidos llevaban misiles. Tras unos breves interrogatorios a bordo del Bogue, los supervivientes fueron trasladados a la base estadounidense en Argentia. Hasta su llegada el 27 de abril, los prisioneros fueron separados para ser interrogados, por un lado 8 especialistas y por otro 25 supervivientes que fueron enviados a campos de prisioneros de guerra. Se mantuvo a los especialistas en régimen de aislamiento y fueron sometidos a técnicas de interrogación de choque, ejercicio físico extenuante y palizas. El 30 de abril, el Kapitänleutnant Just aportó algo de información sobre la composición y la misión del Gruppe Seewolf después de un segundo interrogatorio en el que se desplomó inconsciente. La información dada por Just y los otros especialistas no mencionaba si los submarinos iban equipados con misiles. Los 8 hombres fueron trasladados a Fort Hunt, Virginia poco después del Día de la Victoria en Europa, donde continuaron siendo tratados duramente hasta que Just accedió a escribir un informe sobre la historia del U-546 el 12 de mayo. El historiador Philip K. Lundeberg ha escrito que los golpes y la tortura sufrida por los supervivientes del U-546 fue una "singular atrocidad" motivada por la necesidad de los interrogadores de extraer información rápidamente sobre posibles ataques con misiles.
La Second Barrier Force se dirigió lentamente al suroeste a partir del 24 de abril, buscando los U-boots restantes. El USS Swenning detectó mediante radar un submarino durante la noche del 24 de abril, pero este escapó durante la búsqueda del mismo. Después de una semana buscando al sur de los Bancos de Terranova, la Barrier Force se dividió para lograr una mayor profundidad en la búsqueda. El grupo Mission Bay se incorporó a la Second Barrier Force en este periodo, aumentando así su fuerza a un total de 3 portaaviones de escolta y 31 destructores de escolta.
El U-881 se convirtió en el quinto y último U-boot en ser hundido durante la Operación Teardrop el día 5 de mayo. La nave fue detectada por el USS Farquhar mientras intentaba pasar sumergida a través de la línea defensiva poco antes del amanecer. El destructor de escolta se dirigió de forma inmediata a estribor para soltar cargas de profundidad que hundieron el submarino sin supervivientes a las 06:16. El U-881 fue el último submarino alemán en ser hundido por la Armada de los Estados Unidos durante la Segunda Guerra Mundial.
La Second Barrier Force estableció su línea defensiva final a lo largo del meridiano 60 oeste el 7 de mayo. A raíz del Fin de la Segunda Guerra Mundial en Europa, se aceptó la rendición de los submarinos U-234, U-805, U-858 y U-1228 en mar antes de volver a las bases de la Costa Este de los Estados Unidos.

## Consecuencias

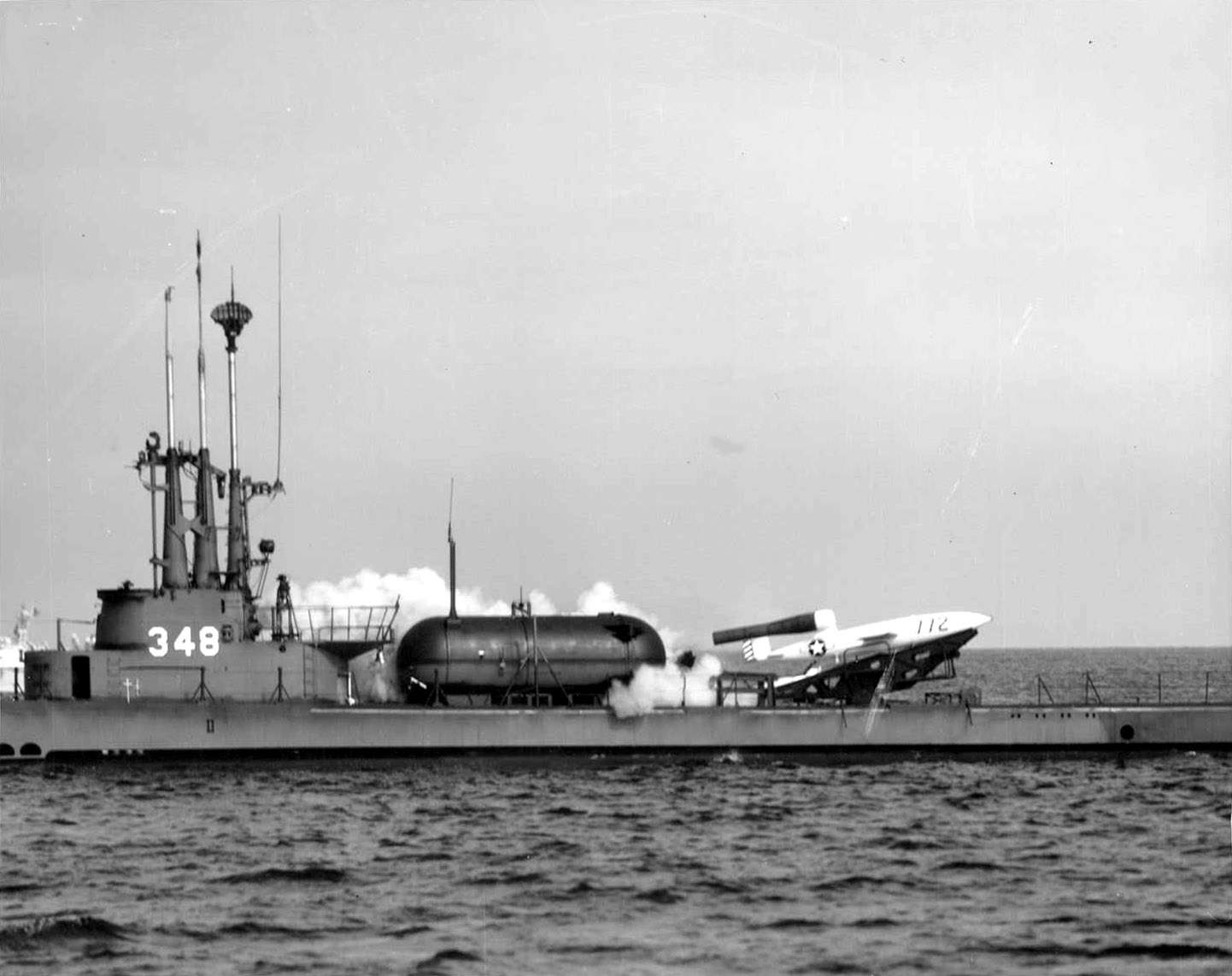
Lanzamiento de un misil JB-2 Loon por el en 1951.

Después de la rendición de Alemania, la Armada de los Estados Unidos continuó sus esfuerzos para determinar si los U-boats habían transportado misiles. Las tripulaciones de los submarinos U-805 y U-858 fueron interrogadas y se confirmó que sus naves no transportaban equipos de lanzamiento de misiles. El Kapitänleutnant Fritz Stienhoff, comandante del U-511 durante sus pruebas con cohetes y capturado en alta mar cuando se rindió con el U-873, fue sometido a un  interrogatorio abusivo en Portsmouth por los interrogadores de la tripulación del U-546. Cuando Stienhoff se suicidó en la prisión Charles Street Jail en Boston, se realizó una investigación oficial de la Armada acerca de este interrogatorio. Se desconoce si los Aliados estaban al tanto de la participación de Stienhoff en los ensayos con cohetes.
Las tácticas usadas en la Operación Teardrop fueron evaluadas por oficiales de la Armada de los Estados Unidos tras el fin de la guerra. Las flotas aéreas de los portaaviones de escolta estaban desilusionadas con lo que habían experimentado, debido a que su capacidad para detectar submarinos se vio obstaculizada por el mal tiempo durante toda la operación. A pesar de esto, los aviones tuvieron éxito al forzar a los U-boats a permanecer sumergidos, lo que reducía en gran medida su velocidad. Otros informes posteriores a la guerra destacan la importancia del trabajo en equipo entre los destructores de escolta al atacar a los submarinos y detallan que líneas simples de barrera como las usadas durante la mayor parte de la Operación Teardrop fueron inferiores a la agrupación de buques usados en la zona de patrulla. Sin embargo, Philip K. Lundeberg ha clasificado la operación como "una clásica demostración no sólo de tácticas de caza coordinada, derivadas en parte de la experiencia británica, sino también del profundo impacto de la inteligencia de comunicaciones en la obtención de los movimientos de los U-boat y sus zonas de operación."
Una variante de la V-1 fue usada por la Armada de los Estados Unidos para probar la viabilidad del lanzamiento de misiles desde submarinos en los años posteriores a la Segunda Guerra Mundial. Se lanzaron misiles Republic-Ford JB-2 "Loon" desde los USS Cusk y Carbonero en una serie de ensayos que empezaron el 12 de febrero de 1947. Estas pruebas tuvieron resultados favorables, y conllevaron el desarrollo de nuevos misiles de crucero lanzados desde submarinos. El éxito de la Armada de los Estados Unidos al adaptar una variante de la V-1 para ser lanzada desde submarinos también demostró que podía haber sido técnicamente factible que la Armada alemana hubiera hecho lo mismo.